# Vlhké tropy Queenslandu
Vlhké tropy Queenslandu (anglicky Wet Tropics of Queensland) je společné označení pro skupinu chráněných oblastí v australském státu Queensland, které byly pod tímto názvem v roce 1988 zapsány na seznam Světového dědictví UNESCO. Souhrnná plocha je 8934 km². Chráněné tropické deštné lesy se táhnou v délce přibližně 450 km po severovýchodním pobřeží australského kontinentu v blízkosti Velkého bariérového útesu. Vlhké tropy Queenslandu sestávají z mnoha chráněných území, např. národních parků, rezervací, ale i soukromých chráněných území. Nejvýznamnějším městem tohoto regionu je Cairns. 

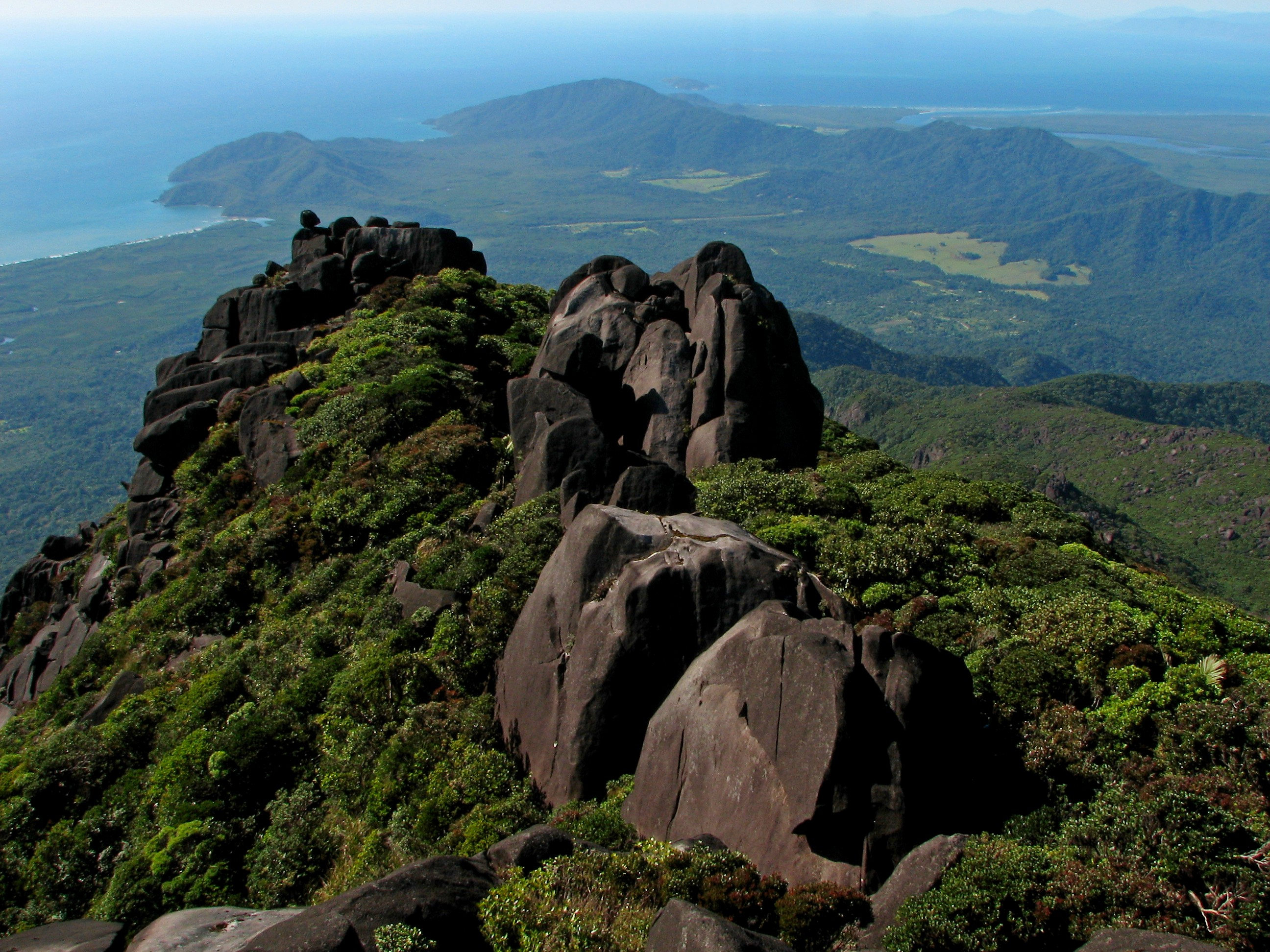
Thornton Peak
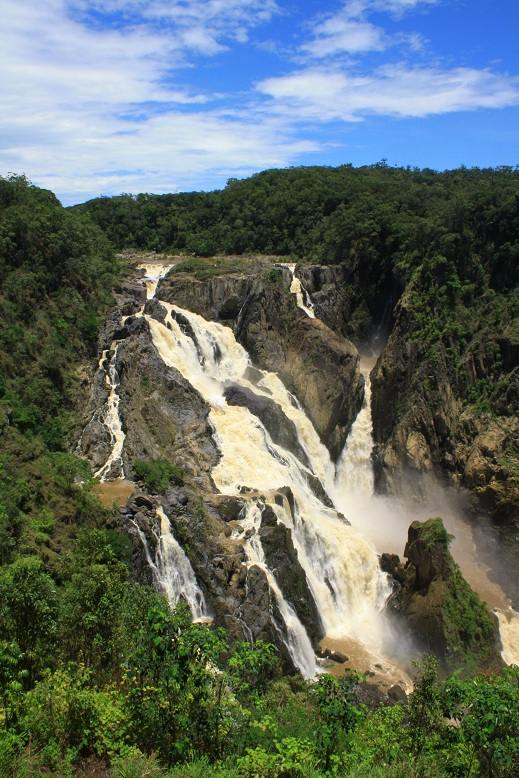
Barron Falls
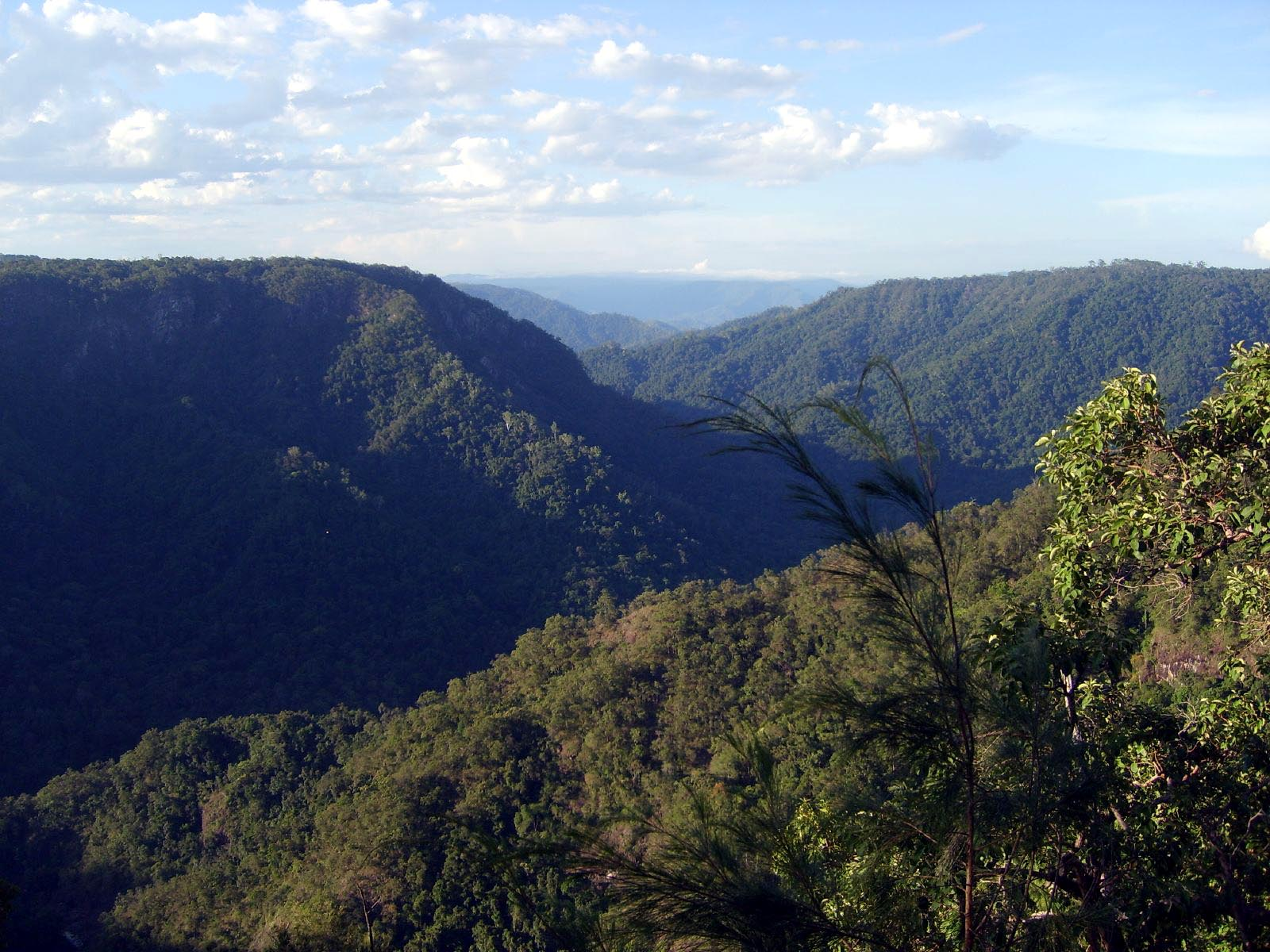
Národní park Girringun
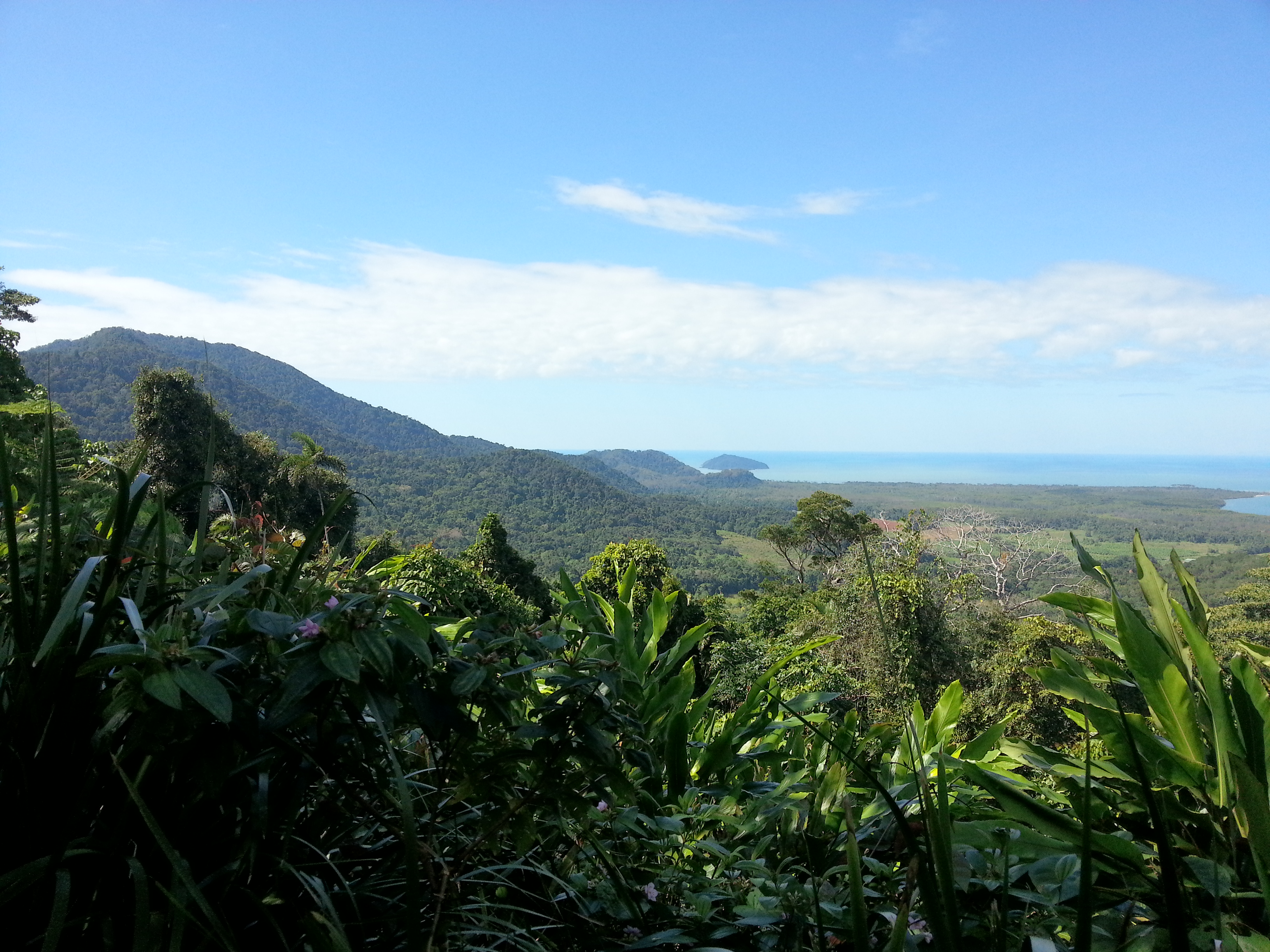
Národní park Daintree

## Významná světová hodnota podle UNESCO
Vlhké tropy Queenslandu nebo jen "Vlhké tropy" se rozprostírají asi 450 km podél severovýchodního pobřeží Austrálie. Vzhledem k tomu, že zahrnuje 894,420 hektarů převážně tropických deštných pralesů, je tato překrásná oblast mimořádně důležitá pro bohatou a jedinečnou biodiverzitu. Také představuje jedinečné poznatky o ekologických a evolučních procesech, které formovaly flóru a faunu Austrálie, obsahující relikty velkého deštného pralesa Gondwana, který pokrýval Austrálii a část Antarktidy před 50 až 100 miliony lety. Všichni jedineční australští vačnatci a i většina jiných zvířat vznikly v deštných lesních ekosystémech, a jejich nejbližší přežívající příbuzní se vyskytují v mokrých tropech. Tyto živé relikty epochy Gondwana a jejich následná diverzifikace poskytují jedinečný pohled na proces evoluce obecně. Poskytují také důležité informace pro popisování fosilií rostlin a živočichů nacházejících se jinde v Austrálii a o vývoji australské sklerofylní flóře a fauně zvláště. 
Tato oblast podporuje tropické deštné pralesy ve svých zeměpisných a klimatických polohách a na rozdíl od většiny ostatních sezónních tropických stále zelených rovinných lesů, musí čelit obdobím sucha a častým cyklónům. Mnohé z charakteristických rysů mokrých tropů se týkají mimořádně vysokých, avšak pouze sezónních srážek, dále rozmanitého terénu a prudkých ekologických přechodů. Kromě své rozmanitosti života jsou Vlhké tropy také uznávány jako oblast, která má jedinečné scenérie, přírodní půvab a nádhernou rozsáhlou krajinu.